# Jinqiao Lu
Jinqiao Lu (chiń. 金桥路站) – stacja początkowa metra w Szanghaju, na linii 6. Zlokalizowana jest pomiędzy stacjami Boxing Lu i Yunshan Lu. Została otwarta 29 grudnia 2007.